# Cryptocentrus cyanotaenia
Cryptocentrus cyanotaenia là một loài cá biển thuộc chi Cryptocentrus trong họ Cá bống trắng. Loài này được mô tả lần đầu tiên vào năm 1853.

## Từ nguyên
Từ định danh cyanotaenia được ghép bởi hai âm tiết trong tiếng Hy Lạp cổ đại: kuáneos (κυάνεος; "xanh dương") và tainía (ταινία; "dải, băng"), hàm ý đề cập đến các vạch xiên màu xanh óng trên đầu và gốc vây ngực của loài cá này.

## Phân bố và môi trường sống
Theo Sách đỏ IUCN (2021), nhiều ghi chép về C. cyanotaenia là nhầm lẫn với Cryptocentrus multicinctus, và có lẽ cũng với Cryptocentrus leonis. C. cyanotaenia có phân bố chắc chắn ở khu vực Đông Nam Á, bao gồm quần đảo Hà Tiên (Việt Nam), đảo Java (Indonesia), Thái Lan (thuộc bờ vịnh Thái Lan), Malaysia, Singapore, Brunei, Campuchia và đảo New Hanover (thuộc quần đảo Bismarck).
Ghi nhận của C. cyanotaenia xa về phía tây như tại đảo Hormuz (ngoài khơi eo biển Hormuz, Iran) và bờ biển bang Tamil Nadu (Ấn Độ) đều cần xem xét lại.
C. cyanotaenia sống trên nền cát bùn trong các đầm phá và rạn san hô, được tìm thấy ở độ sâu đến ít nhất là 12 m.

## Mô tả
Chiều dài lớn nhất được ghi nhận ở C. cyanotaenia là 12 cm. Cá có màu xám nâu, đầu và gốc vây ngực có nhiều vạch xiên ngắn màu xanh lam óng. Có 4–5 vệt sẫm mờ ở hai bên thân. Vây hậu môn có các sọc xám và vàng.
Số gai ở vây lưng: 6–7; Số tia ở vây lưng: 10; Số gai ở vây hậu môn: 1; Số tia ở vây hậu môn: 10.

## Sinh thái
Một cặp C. cyanotaenia sống cộng sinh trong hang với tôm gõ mõ.

## Thương mại
C. cyanotaenia có thể là một thành phần trong ngành buôn bán cá cảnh, nhưng cũng có khả năng những cá thể C. cyanotaenia được bán lại là C. multicinctus.